# بركان الملساء
بركان الملساء أحد البراكين الخامدة في المملكة العربية السعودية. كما يُعد البركان أحدث البراكين في المملكة نشاطًا.

## الوصف
يعد بركان الملساء الواقع في أطراف حرة رهاط الشمالية الشرقية، جنوب شرق المدينة المنورة، أحدث البراكين في المملكة العربية السعودية نشاطاً، حيث شهد تدفق اللافا التي وصلت إلى قرب أطراف المدينة المنورة الشرقية عام 645 هـ الموافق 1256م، استمر ثورانه لعدة أيام وسارت الحمم لمسافة 23 كم، وتوقف أطول لسان للحمم قبل الحرم بحوالي 8.2 كم. فوهة البركان مخروطية الشكل، حيث تتوسطه حفرة دائرية يصل عمقها إلى أكثر من 40 مترًا. قاع الحفرة مليء بالصخور والتكلسات الكبريتية والتي شكلت لونًا أبيض.